# Tongomayel
Tongomayel è un dipartimento del Burkina Faso classificato come comune, situato nella provincia di Soum, facente parte della regione del Sahel.
Il dipartimento si compone del capoluogo e di altri 36 villaggi: Arbilo, Béléhédé, Boudoudi, Bouléguégué, Bouleyanké, Bouloboyé, Débeyel, Diguel, Feto-Dana, Filio, Gankouna, Gasselkoli, Gasselpaté, Houbaye, Kadiel, Kobaoua, Mamassi-Gaoubilé, Mamassirou, Maty, Nérégué, Nianguel, Pétéldaou, Piraogo, Pouga, Saylia, Sergoussouma, Sibé, Silgadji, Sona, Taouremba, Tiahiguel, Tidyalié, Touronata, Toutou-Doundougorou, Waguessi e Woba-Tila.